# Serrat de Fosols
El Serrat de Fosols és un turó del municipi de Conca de Dalt, antigament del d'Hortoneda de la Conca, situat a la part central de l'antic terme, a prop i al sud-est del poble d'Hortoneda.
És, de fet, l'extrem septentrional de la Serra del Banyader, al sud-est d'Hortoneda. La Collada de Pueres és al costat de migdia del turó del Serrat de Fosols. És entre el barranc de la Coma de l'Olla, que queda a ponent, i la llau de Segan, que és a llevant. Pel seu vessant de ponent discorre la Pista del Petrol.